# (2556) Louise
(2556) Louise est un astéroïde de la ceinture principale.

## Description
(2556) Louise est un astéroïde de la ceinture principale. Il fut découvert le 8 février 1981 à la station Anderson Mesa par Norman G. Thomas. Il présente une orbite caractérisée par un demi-grand axe de 2,16 UA, une excentricité de 0,04 et une inclinaison de 2,8° par rapport à l'écliptique.

## Compléments